# Geogamasus fornix
Geogamasus fornix är en spindeldjursart som beskrevs av Bruce Halliday 200. Geogamasus fornix ingår i släktet Geogamasus och familjen Ologamasidae. Inga underarter finns listade i Catalogue of Life.